# ISO 10487

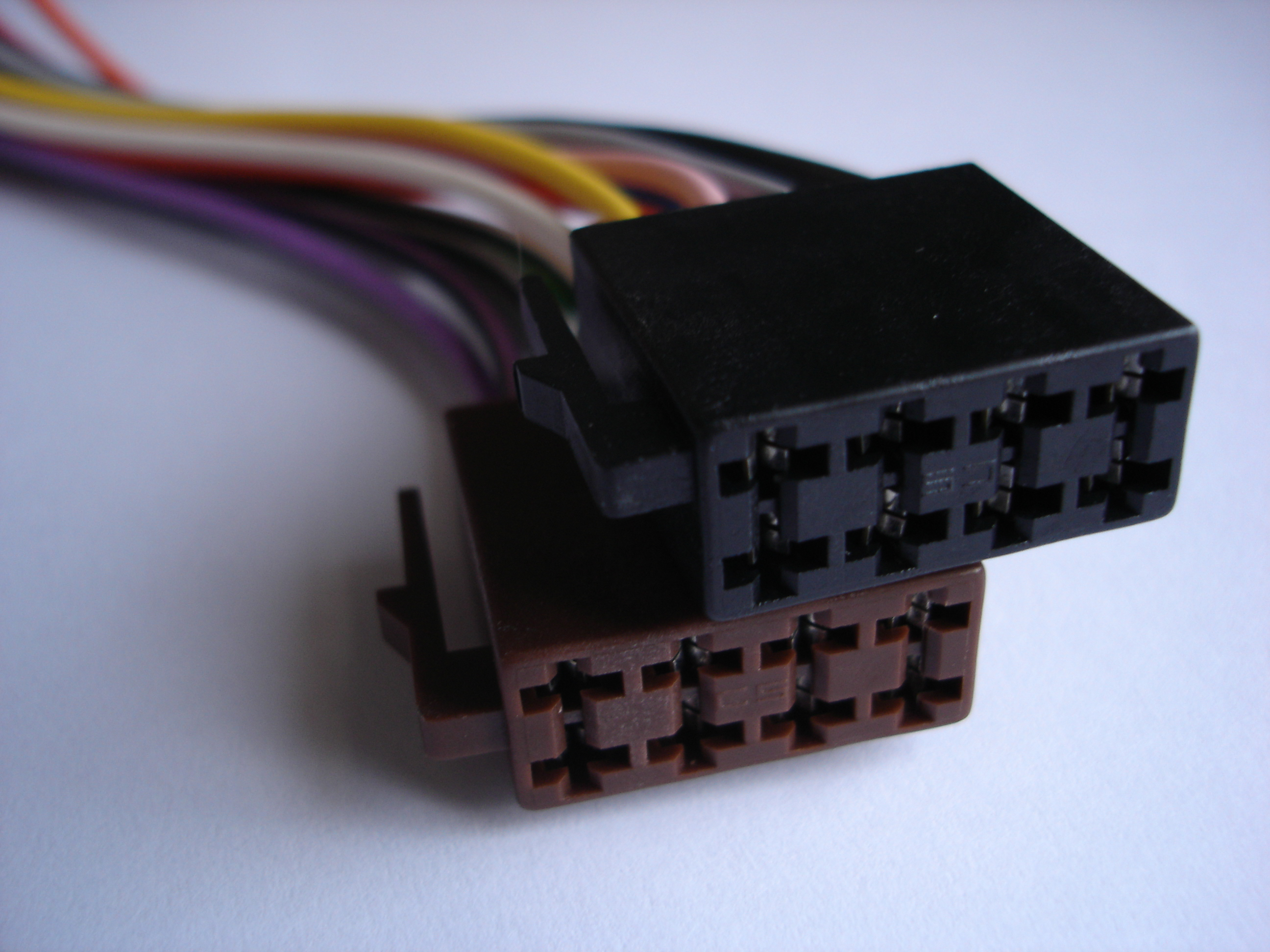
ISO 10487-kontakt från bilens kabelhärva, kopplas in i huvudenhet.

Standard ISO 10487 specificerar ett system av fyra olika kontakter till huvudenheter för bilstereo.
Standarden består av två delar,
ISO 10487-1:1992 Passenger car radio connections -- Part 1: Dimensions and general requirements , gällande från 1992-11-19, och
ISO 10487-2:1995 Passenger cars -- Connections for car radios -- Part 2: Performance requirements , gällande från 1995-11-30. Ingen av delarna har någonsin reviderats.

## Kontakter

### Kraftmatning (A)
Den första kontakten A är obligatorisk. Vanligen svart till färgen, och innehåller stift för permanent spänning, spänning som kontrolleras från tändningsnyckeln, styrspänning till elantenn osv. Stiftförteckning sett från kabelsidan av kontakten (hona):
| klips | 1) Hastighetsberoende volymkontroll (frivillig) | 3) Se nedan         | 5) Styrning elantenn                | 7) +12 V beroende på tändningsnyckelns läge* |
| klips | 2) Telefonmute (frivillig)                      | 4) +12 V permanent* | 6) Ingång för belysning (frivillig) | 8) Jord                                      |

 * På bilar från Volkswagen_AG samt vissa äldre bilar (som Peugeot 106 och Opel Astra) är +12V permanent resp. från tändningen omkastade.
Vissa äldre modeller av Renault saknar permanent +12V -matning utan bryter spänningen till både stift 4 och stift 7 då tändningen stängs av. 
Stift 3 används på vissa bilstereo för tillslag av yttre förstärkare, men den är på bilar från Volkswagen_AG av årsmodell 1997 och senare kopplad till bilens diagnosdatabuss (K-line enligt ISO 9141). På sådana bilar måste bilstereon kopplas bort innan någon utrustning ansluts till bilens diagnosuttag (gäller ej originalstereo).

### Högtalare (B)
Kontakt B är avsedd för högtalare, vanligtvis brun till färgen. Stiftförteckning sett från kabelsidan av kontakten (hona):
| klips | 1) höger bak (+) | 3) höger fram (+) | 5) vänster fram (+) | 7) vänster bak (+) |
| klips | 2) höger bak (−) | 4) höger fram (−) | 6) vänster fram (−) | 8) vänster bak (−) |

### Övrigt (C)
Kontakt C är frivillig. Ibland finns denna som en 20-stiftskontakt, oftast röd, eller så är den uppdelad i tre separata kontakter, som i så fall benämns C1 (vanligtvis gul), C2 (vanligtvis grön) och C3 (vanligtvis blå). Eftersom stiftavståndet på kontakt C är mindre kallas den ibland mini-ISO.
| 1) lågnivå vänster bak | 1) lågnivå vänster bak    | 4) lågnivå vänster fram   | 4) lågnivå vänster fram                |                                        |
|                        | 3) lågnivå, gemensam jord | 3) lågnivå, gemensam jord | 6) +12V regl. av tändningslås (utgång) | 6) +12V regl. av tändningslås (utgång) |
| 2) lågnivå höger bak   | 2) lågnivå höger bak      | 5) lågnivå höger fram     | 5) lågnivå höger fram                  |                                        |

| 7) datamottagning | 7) datamottagning | 10) +12V regl. av tändningslås (utgång) | 10) +12V regl. av tändningslås (utgång) |                          |
|                   | 9) jord - kaross  | 9) jord - kaross                        | 12) jord - fjärrkontroll                | 12) jord - fjärrkontroll |
| 8) datasändning   | 8) datasändning   | 11) fjärrkontroll, ingång               | 11) fjärrkontroll, ingång               |                          |

| 13) data in (buss) | 13) data in (buss)          | 16) +12V regl. av tändningslås (utgång) | 16) +12V regl. av tändningslås (utgång) | 19) ljudsignal vänster | 19) ljudsignal vänster |
|                    | 15) +12V permanent (utgång) | 15) +12V permanent (utgång)             | 18) ljudsignal jord                     | 18) ljudsignal jord    |                        |
| 14) data ut        | 14) data ut                 | 17) data jord                           | 17) data jord                           | 20) ljudsignal höger   | 20) ljudsignal höger   |

### Navigation (D)
Kontakt D används endast för satellitnavigering och har 10 stift.